# 山村ピンポン
山村ピンポン（やまむらピンポン、1977年2月19日 - ）は、舞台をメインに活動する日本の俳優。フリー。本名：山村哲（やまむら　さとし）。あだ名は、主に本名の漢字から、やまてつ。もしくは、ピンさん。血液型A型。大和西高等学校卒業。
様々な劇団を経て、現在、IZAM主宰のベニバラ兎団所属。山村ピンポンという芸名は、175RのSHOGO命名。

## 人物
- 父・母・兄の4人家族で育つ。アニメをこよなく愛する。声優を目指していた時期もあった。
- 劇団内では、イジられキャラとして定着している。コミカルもシリアスもこなせる中堅。
- 舞台の時は、声量もありハキハキ喋るが、プライベートでは何を言っているのか聞き取りづらいくらい小さい声である。
- 高校時代空手道部に入部していたこともあり、そこそこ動ける。
- 中学時代は、卓球部に所属していたが、今の芸名とは全く関係はない。
- 筋トレが趣味であるが、気まぐれなので、時期よって体格が変化する。
- 指の関節が異常なほど柔らかい。

## 出演作品

### 舞台

#### 2000年
- 「皆殺しの天使」STRAYDOG　作/酒井健太郎　演出/永元絵里子
- 「悲しき天使」STRAYDOG　作/山之内幸夫　演出/森岡利行

#### 2001年
- 「暗闇のレクイエム」STRAYDOG　作/森岡利行　演出/永元絵里子
- 「カノン」STRAYDOG　作・演出/森岡利行
- 「路地裏の優しい猫」STRAYDOG　作・演出/森岡利行

#### 2002年
- 「半神」STRAYDOG　作/荻尾望都　脚本/野田秀樹　演出/永元絵里子
- 「リバース」STRAYDOG　原作/ランニングシアターダッシュ大塚雅史　演出/せきたけし
- 「いるかホテル」STRAYDOG　作・演出/酒井健太郎
- 「悲しき天使」STRAYDOG　作/山之内幸夫　演出/森岡利行

#### 2003年
- 「月に吠える赤い犬」　劇団M魂　作・演出/せきたけし
- 「月光森」　劇団M魂　脚本・演出/せきたけし

#### 2004年
- 「死神-シニカミ-」　★主演　劇団M魂　作・演出/せきたけし

#### 2005年
- 「エンゲージ」作/金鋼幸美　演出/せきたけし

#### 2006年
- 「eco」演劇配合サプリメンツ　★主演　作・演出/多々良光洋

#### 2007年
- 「さよならHeaven」演劇配合サプリメンツ　作・演出/多々良光洋
- 「なまくら」BOTTOM-9　作・演出/市村直孝
- 「くちづけ」D・Nプロデュース

#### 2008年
- 「革命の言い訳」BOTTOM-9　作・演出/市村直孝
- 「三顧のRAY」BOTTOM-9　作・演出/市村直孝
- 「夏唄日記」D・Nプロデュース

#### 2009年
- 「7＠Dash II〜業務連絡　主演女優がいなくなりました〜」ベニバラ兎団　作/ノジャワトール・ボンソワール　演出/IZAM
- 「有馬の家のじごろう」BOTTOM-9　作・演出/市村直孝
- 「御化物」D・Nプロデュース

#### 2010年
- 「夏唄日記」D・Nプロデュース

#### 2011年
- 「レスラーボーイズ」ベニバラ兎団　作/ノジャワトール・ボンソワール　演出/IZAM・野沢トオル
- 「増田俊樹の二十歳のエチュード」作/ノジャワトール・ボンソワール　演出/野沢トオル
- 「行けっ！風間山荘。」ベニバラ兎団　作/ノジャワトール・ボンソワール　演出/IZAM・野沢トオル
- 「Bio9」ベニバラ兎団　作/ノジャワトール・ボンソワール　演出/IZAM・野沢トオル

#### 2012年
- 「Mr.教授の危険なマスカレイド」ベニバラ兎団　作/ノジャワトール・ボンソワール　演出/IZAM・野沢トオル
- 「悪党達に花束を」ベニバラ兎団　原作：八城 悠 (悪の組織の作りかた)潤色脚本：/ノジャワトール・ボンソワール　演出/IZAM・野沢トオル
- 「La Nouveau Cabaret Quartier Latin！ 1950」ベニバラ兎団　作/ノジャワトール・ボンソワール　演出/IZAM・野沢トオル
- 「ガダルカナルデパートメント」ベニバラ兎団　作/ノジャワトール・ボンソワール　演出/IZAM・野沢トオル

#### 2013年
- 「花や・・・蝶や・・・」
- 「6-six-」ベニバラ兎団　作/ノジャワトール・ボンソワール　演出/IZAM・野沢トオル
- 「パライソの海」ベニバラ兎団　作/ノジャワトール・ボンソワール　演出/IZAM・野沢トオル

「大江戸に降る雪」亘理Happysnwproject

#### 2014年
- 「VAMPIST」ベニバラ兎団　作/ノジャワトール・ボンソワール　演出/IZAM・野沢トオル